# دیکویلم
دیکویلم (به لاتین: Dikwillem) یک کوه در نامیبیا است که در نامیبیا واقع شده‌است. دیکویلم ۱٬۴۹۶ متر بالاتر از سطح دریا واقع شده‌است.